# ویکتوریا سیلوستدت
کارین ویکتوریا سیلوستدت (سوئدی: Karin Victoria Silvstedt؛ زادهٔ ۱۹ سپتامبر ۱۹۷۴) یک مدل، بازیگر زن، خواننده و شخصیت تلویزیونی اهل سوئد است.
از فیلم‌ها یا مجموعه‌های تلویزیونی که وی در آن‌ها نقش داشته است می‌توان به تابستانی کنار دریا و محافظ بدن اشاره نمود.